# سالار ارغوانی
سالار ارغوانی (نام علمی: Tanaecia cocytus) نام یک گونه از سرده سالارها است.